# Gualtiero Jacopetti

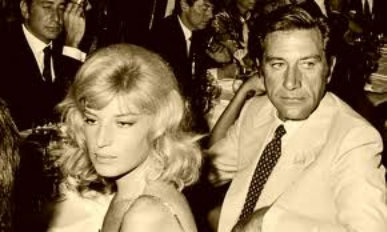
Jacopetti in de jaren '60

Gualtiero Jacopetti (Barga, 4 september 1919 - Rome, 17 augustus 2011) was een Italiaanse filmregisseur en documentairemaker.
Samen met Paolo Cavara en Franco Prosperi regisseerde hij meerdere zogenaamde Mondo-films of shockumentaries - documentaires met schokkende beelden.
Hij was de cineast van de volgende films:
- Mondo Cane, 1962
- La donna nel mondo (Women of the World), 1963
- Mondo Cane 2, 1963
- Africa Addio ("Africa Blood and Guts or Farewell Africa"), 1966
- Addio zio Tom ("Goodbye Uncle Tom"), 1971
- Mondo candido, 1975

- Biblioteca Nacional de España: XX4956167
- Bibliothèque nationale de France: cb141081708 (data)
- Catàleg d'autoritats de noms i títols de Catalunya: 981058520052906706
- Gemeinsame Normdatei: 1119720761
- International Standard Name Identifier: 0000 0001 1447 9559
- Library of Congress Control Number: no2005009123
- Nationale Bibliotheek van Tsjechië: xx0162030
- Nationale Bibliotheek van Israël: 987012579174905171
- Nederlandse Thesaurus van Auteursnamen: 073878499
- Istituto Centrale per il Catalogo Unico: UBOV498791
- SNAC: w6c67n2q
- Virtual International Authority File: 74058687
- WorldCat: E39PBJwMG8XW6WFRkqX8bKd4v3